# Шаскольский, Игорь Павлович
И́горь Па́влович Шаско́льский (31 октября 1918, Петроград — 25 апреля 1995, Санкт-Петербург) — советский и российский историк, доктор исторических наук (1965).

## Биография
Отец, Павел Борисович Шаскольский, до революции и в годы нэпа был совладельцем аптеки в Петербурге, затем работал инженером-химиком в фармацевтической промышленности, погиб в блокаду. Мать, Мария Платоновна — директор школы рабочей молодёжи, заведующая районной библиотекой.
Окончил 28-ю среднюю школу (бывшая Петришуле) в 1936 году. В 1936—1941 годах учился на историческом факультете ЛГУ, прошёл подготовку по двум отделениям — историческому и археологическому. В эти годы сформировались основные научные интересы: история древней и средневековой Руси, взаимоотношения со Скандинавией. Первые печатные работы были опубликованы в 1940 году.
С началом войны И. П. Шаскольский (не призванный в армию из-за плохого зрения) работал в формированиях ПВО университета, на строительстве оборонительных сооружений. В марте 1942 года был эвакуирован в Ярославль. Работал заведующим Арефинского РОНО Ярославской области.
Осенью 1944 года вернулся в Ленинград, поступил в аспирантуру. В 1947 году защитил кандидатскую диссертацию «Борьба Новгорода со Швецией и Норвегией до 60-х гг. XIII века».
В 1949—1953 годах работал в Институте истории, языка и литературы в Петрозаводске, затем — в Музее истории религии и атеизма в Ленинграде.
С 1956 года до конца жизни И. П. Шаскольский — сотрудник Ленинградского отделения Института истории АН СССР. В 1965 году защитил докторскую диссертацию «Столбовский мир 1617 г. и торговые отношения России со Шведским государством в первой половине XVII в.». Среди тем, разрабатываемых учёным в этот период — норманизм и антинорманизм, историческая география и историческое краеведение Северо-Запада России. С 1981 года руководил секцией истории географических знаний Всесоюзного географического общества.
С 1951 по 1986 год в качестве совместителя преподавал в Ленинградском государственном университете, в частности, читал курс истории скандинавских стран на филологическом и историческом факультетах ЛГУ.
Автор около 300 научных работ по истории, исторической географии, источниковедению Северо-запада России, Скандинавских стран, Финляндии, Прибалтики, Карелии.
Дочь Татьяна (род. 1956) — библиограф, сотрудник МАЭ РАН.

## Основные труды
- Борьба Новгорода со Швецией перед Невской битвой // Военно-исторический журнал. 1940. № 7.
- Договоры Новгорода с Норвегией // Исторические записки. 1945. Т. 14. С. 38—61.
- Русь и Прибалтика (IX—XVII вв.) / Н. Казакова, И. Шаскольский. Л., 1945. 126 с.
- Сигтунский поход 1187 г. // Исторические записки. 1949. Т. 29. С. 135—163.
- Шведская интервенция в Карелии в начале XVII в. Петрозаводск, 1950. 168 с., 2 л. карт.
- Папская курия — главный организатор крестоносной агрессии 1240—1242 гг. против Руси // Исторические записки. 1951. Т. 37. С. 169—188.
- Борьба Александра Невского против крестоносной агрессии конца 40-50-х годов XIII в. // Исторические записки. 1953. Т. 43. С. 182—200.
- Тихвин : Историко-краеведческий очерк / И. П. Шаскольский, Л. А. Файнштейн, Л.: Лениздат, 1961. с.5-48 (Города Ленинградской области).
- Русско-ливонские переговоры 1554 г. и вопрос о ливонской дани // Международные связи России до XVII в. М., 1961. С. 376—399.
- О возникновении города Колы // Исторические записки. 1962. Т. 71. С. 270—279.
- Столбовский мир 1617 г. и торговые отношения России со Шведским государством. М.; Л.: Наука, 1964. 218 с.
- Норманская теория в современной буржуазной науке. М.; Л.: Наука, 1965. 221 с.
- Об основных особенностях русско-шведской торговли XVII в. // Международные связи России в XVII—XVIII вв. М., 1966. С. 7—34.
- Вопрос о происхождении имени «Русь» в современной буржуазной науке // Критика новейшей буржуазной историографии. Л., 1967. С. 128—176.
- Историческая география // Вспомогательные исторические дисциплины. 1968. Т. 1. С. 95—118.
- Советские исторические атласы / И. П. Гасс и И. П. Шаскольский // Вспомогательные исторические дисциплины. 1969. Т. 2. С. 115—121.
- Экономические связи России с Данией и Норвегией в IX—XVII вв. // Исторические связи Скандинавии и России, IX—XX вв. Л., 1970. С. 9—63.
- Русско-шведские переговоры 1626 г. // Проблемы истории международных отношений. Л., 1972. С. 224—242.
- Когда же возник город Киев? // Культура средневековой Руси. — Л.: Наука, 1974. — С. 70—72.
- Приозерск / В. И. Громов, И. П. Шаскольский. 3-е изд., испр. и доп. Л. : Лениздат, 1976. 158 с. (Города Ленинградской области).
- Борьба Руси против крестоносной агрессии на берегах Балтики в XII—XIII вв. Л.: Наука, 1978. 245 с.
- Материалы по истории Ижорской земли и Корельского уезда XVII в. в Государственном архиве Финляндии // Вспомогательные исторические дисциплины. 1979. Т. 11. С. 113—134.
- Известие Бертинских анналов в свете данных современной науки // Летописи и хроники, 1980 г. М., 1981. С. 43—54.
- Антинорманизм и его судьбы // Генезис и развитие феодализма в России. Л., 1983. С. 35—51.
- Тихвин : Историко-краеведческий очерк / И. П. Шаскольский, Л. А. Файнштейн, М. Л. Самушенкова. — Л.: Лениздат, 1984. — 192 с. — (Города Ленинградской области).
- Возникновение государства на Руси и в Скандинавии (черты сходства) // Древнейшие государства на территории СССР. Материалы и исследования. 1985 год. — М.: Наука, 1986. — С. 95—99.
- Борьба Руси за сохранение выхода к Балтийскому морю в XIV веке / И. П. Шаскольский; Отв. ред. А. И. Копанев; Рецензенты: М. А. Коган, М. Б. Свердлов. — Л.: Наука, 1987. — 176 с. — 7400 экз.
- Борьба Руси против шведской экспансии в Карелии, конец XIII — нач. XIV в. Петрозаводск: Карелия, 1987. 139, [2] с.
- Памятники русско-византийского искусства на острове Готланд // Вспомогательные исторические дисциплины. 1991. Т. 23. С. 134—143.
- Время и семья Малоземовых / Малозёмов Платон Александрович; Гуляев Александр Павлович, Шаскольский Игорь Павлович. — М.: Металлургия, 1993.
- Русская морская торговля на Балтике в XVII в. : (Торговля со Швецией). СПб.: Наука, 1994. 187, [2] с. ISBN 5-02-027378-3.
- Экономические отношения России и Шведского государства в XVII веке. СПб.: Дмитрий Буланин, 1998. 319 с., [1] л. портр. ISBN 5-86007-105-1. Список трудов И. П. Шаскольского: с. 296—317.